# Biblioteca pública de Farmington
La Biblioteca pública de Farmington (en inglés: Farmington Public Library) es un sistema de bibliotecas públicas en el condado de San Juan, Nuevo México . La biblioteca principal está en Farmington y hay una sucursal de la biblioteca en Shiprock.
La biblioteca fue fundada en 1921 en la sala de estar de la casa de la señora Lorena Mahany en el 506 West Arrington en el centro de Farmington, Nuevo México. Esta ofreció sus servicios como la primera bibliotecaria. En 1938 la biblioteca se trasladó a un nuevo edificio construido como un proyecto de Works Progress Administration en el pequeño parque de la ciudad en la esquina de East La Plata y Orchard. La colección constaba de 2.000 libros. Este edificio fue remodelado en 1961 y nuevamente en 1974. En 1984 la biblioteca se trasladó en el antiguo edificio de First National Bank ubicado en 100 West Broadway en el centro de Farmington.